# 流沙南街道
流沙南街道，是中华人民共和国广东省揭阳市普宁市下辖的一个乡镇级行政单位。

## 行政区划
流沙南街道下辖以下地区：
流新社区、立新社区、里宅社区、后坛社区、光草洋村、东埔村、和美邻村、石泉美村、香员坑村、马栅村、泗竹埔村、泗竹仔村和军屯村。

## 交通
- 厦深铁路：普宁站